# 김명섭 (1960년)
김명섭(金明燮, 1960년 3월 27일 ~ )은 대한민국의 제5대 경상북도 청송군의원이다.

## 학력
- 5년제 한국방송통신대학교 경영학과 학사 졸업
- 국립경국대학교 행정경영대학원 행정학 석사 졸업

## 경력
- 청송군 농업경영인연합회 회장
- 경상북도 농업경영인연합회 부회장
- 2006.07 ~ 2010.06 제5대 경상북도 청송군의회 의원
- 2014 경상북도 청송군의회 후보

## 역대 선거 결과
|  | 17.42% |

|  | 10.23% |

|  | 16.46% |